# Ligne H5 du HÉV de Budapest
La ligne H5 du HÉV de Budapest ou ligne HÉV de Szentendre est l'une des quatre lignes du réseau de train suburbain de Budapest. Inaugurée en 1888, elle relie Budapest à Szentendre.

## Caractéristiques

### Gares
|  |   |  | Gare                    | Desserte                                       | Correspondances                                                         |
|  | - |  | ----------------------- | ---------------------------------------------- | ----------------------------------------------------------------------- |
|  | o |  | Batthyány tér           |                                                | 19 41 11 39 109 111                                                     |
|  | o |  | Margit híd, budai hídfő | Margit híd Île Marguerite Mausolée de Gül Baba | 4 6 17 19 41 9 26 91 109 191 226 291                                    |
|  | o |  | Szépvölgyi út           |                                                | 17 19 41 9 29 65 65A 109 111 165                                        |
|  | • |  | Tímár utca              |                                                | 29                                                                      |
|  | o |  | Szentlélek tér          | Árpád híd, Île Marguerite                      | 1 29 34 106 118 134 137 218 226 237                                     |
|  | • |  | Filatorigát             | Île d'Óbuda (Sziget Festival)                  |                                                                         |
|  | • |  | Kaszásdűlő              |                                                | 34 106 134 226                                                          |
|  | o |  | Aquincum                | Ruines romaines d'Aquincum Gare d'Aquincum     | 34 106 134 2                                                            |
|  | • |  | Rómaifürdő              | Bains Római                                    | 34 134                                                                  |
|  | • |  | Csillaghegy             |                                                | 134 160 219                                                             |
|  | • |  | Békásmegyer             |                                                | 34 134 143 160 186 204 243 296 869                                      |
|  | • |  | Budakalász              |                                                |                                                                         |
|  | • |  | Budakalász, Lenfonó     |                                                |                                                                         |
|  | • |  | Szent István-telep      |                                                |                                                                         |
|  | • |  | Pomáz                   |                                                | 855 856 860 861                                                         |
|  | • |  | Pannóniatelep           |                                                |                                                                         |
|  | • |  | Szentendre              | Szentendre                                     | 868 869 870 872 873 874 876 878 879 880 882 883 884 889 890 893 895 898 |